# G.992.5
G.992.5 (también referido como ADSL2+, G.dmt.bis+, y G.adslplus) es un estándar de ITU-T para la línea de suscriptor digital asimétrica (ADSL) acceso de Internet de banda ancha. El estándar tiene una velocidad de sincronización descendente teórica máxima de 24 Mbit/s. Si se utiliza el Anexo M de G.992.5 se pueden lograr velocidades de sincronización ascendente de 3.3 Mbit/s.
 

## Información técnica
ADSL2+ amplia la capacidad del ADSL básico al duplicar el número de canales de comunicación descendentes. Las velocidades de datos pueden ser tan altas como 24 Mbit/s en sentido descendente y hasta 1.4 Mbit/s en sentido ascendente, dependiendo de la distancia desde el DSLAM a las instalaciones del cliente.
ADSL2+ es capaz de duplicar la banda de frecuencia de las conexiones de ADSL típicas de 1.1 MHz a 2.2 MHz. Esto duplica las velocidades de datos descendentes del ADSL2 anterior (el cual era de hasta 12 Mbit/s) y, al igual que los estándares anteriores, se degradará desde su velocidad de bits máxima después de una cierta distancia.
ADSL2+ también permite la vinculación de puertos. Aquí es donde se aprovisionan físicamente varios puertos al usuario final y el ancho de banda total es igual a la suma de todos los puertos aprovisionados. Entonces, si se unieran 2 líneas capaces de descargar 24 Mbit/s,, el resultado final sería una conexión capaz de descargar 48 Mbit/s y el doble de la velocidad de carga original. No todos los proveedores de DSLAM han implementado esta funcionalidad. El enlace de puertos ADSL2+ también se conoce como G.998.x o G.Bond.
| ITU-T Spec | Descripción |
| ---------- | --- |
| G.998.1    | Vinculación multipar basada en ATM: método para vincular múltiples líneas DSL para transportar una carga útil ATM más allá de la capacidad de velocidad/alcance de un solo bucle DSL. Este protocolo permite la unión de 2 a 32 pares y admite la eliminación dinámica y la restauración de pares sin intervención humana. |
| G.998.2    | Vinculación de pares múltiples basada en Ethernet: proporciona un método para vincular varias líneas DSL para el transporte de Ethernet. Esta recomendación se bada en los métodos IEEE 802.3ah-2004 y extiende el transporte de Ethernet sobre otras tecnologías xDSL, incluido ADSL. |
| G.998.3    | Enlace de pares múltiples usando división de tiempo de Multiplexor Inverso: Detalla un método para unir líneas DSL usando multiplexación inversa por división de tiempo (TDIM). Esta recomendación utiliza el protocolo de enlace IEEE 802.3ah para el descubrimiento de pares, la negociación de parámetros y la configuración. También permite la adición y eliminación de pares sin hits y la eliminación rápida de un par cuando falla el par. |

## Lanzamiento

### Europa

#### España
Jazztel, es el primer operador para proporcionar el ADSL2+ tecnología.
Orange (España) (anteriormente Wanadoo)
Tele2 España (comprado por Vodafone en septiembre de 2007)
Telefónica
Ya.com (comprado por Orange en 2007)

### América del Norte

#### México
Operador mexicano Telmex utiliza el servicio de ADSL2+ con una velocidad de descarga de hasta 24Mbit/s y de velocidad ascendente de 1024 kbit/s; Este operador está lanzando su red FTTH que ya está disponible para ciertos clientes.